# Glyptoscelimorpha juniperae
Glyptoscelimorpha juniperae är en skalbaggsart som först beskrevs av Knull 1940.  Glyptoscelimorpha juniperae ingår i släktet Glyptoscelimorpha och familjen Schizopodidae.

## Underarter
Arten delas in i följande underarter:
- G. j. juniperae
- G. j. viridiceps